# Final Fantasy X
Final Fantasy X (ファイナルファンタジーX, Fainaru Fantajī Ten?) je RPG igra proizvedena i izdana od Square Enixa.Final Fantasy X je deseta igra u serijalu Final Fantasy. U toj igri se prati priča Tidusa i Yune. To je bio prvi Final Fantasy koji se pojavio na 6. generaciji konzola (t.j. PlayStation 2, Xbox i GameCube).
Zbog popularnosti Final Fantasyja X, napravio se je prvi direktni nastavak na neku Final Fantasy igru: Final Fantasy X-2, koji je izašao 2003-04 i prati događaje Spire 2 godine poslije. Drugi nastavak, koji je prikazan iz Rikkuinog viđenja, je bio planiran ali nije napravljen zato što X-2 nije bio puno popularan.
Final Fantasy X je također prva igra u serijalu koja koristi sinkronizaciju umjesto napisanog teksta. Uvođenje toga ograničilo je igračevu mogućnost davanja svojih imena likovima, ali,Tidus je jedini lik kojem ti,kao igrač,možeš dati ime. No to vodi do čudne teškoće, zato što nitko ne izriče Tidusovo ime(prilikom Yuninog snimanja sfere, zove ga 'zvijezdom Zanarkand Abesa), i zbog toga je vođeno mnogo rasprava o tome kako se njegovo ime uistinu izgovara. Bilo kako, Square Co., Ltd. je objasnio da se njegovo ime izgovara:Tee-dus (to je na engleski,ali na hrvatskom to je Tidus). Suprotno od toga,u Kingdom Heartsu 2 se njegovo ime izgovara Tie-dus,t.j. Tajdus na hrvatskom. Aeonima se također može mijenjati ime. To je prva igra u zadnje vrijeme gdje većina likova nema prezimena.
Gameplay

## Mini-igre
- Blitzball - Najvažnija mini-igra Final Fantasya X je Blitzball, sport koji je mješavina nogometa i vaterpola, koji se igra u cijelosti podvodno u velikom kuglastom bazenu u Luci.
- Utrke chocoboa - Zastupljene manje nego u prijašnjim igrama u seriji su treninzi Chocoboa i utrke chocoboa. Može ih se igrati u Calm Landsu, igrač može sudjelovati u nekoliko akcija koje služe za treniranje chocoboa, i tada koristiti te vještine da bi se utrkivalo protiv drugog chocoboa koji se nalazi u Remiem Temple-u.
- Monster Arena - Kada su protivnici iz cijele Spire uhvaćeni pomoću specijalnih oružja, pojave se u Monster Areni, koja se također nalazi u Calm Landsima. Protiv tih protivnika se može boriti bilo kada (za određenu cijenu), i određene kombinacije se mogu kombinirati u mnogo jače protivnike.
- Celestialni Weaponsi - Svaki lik u igri ima svoje,određeno,ultimativno oružje, za koje je potrebno malo teškog rada i putovanja da ih se pridobije. Mnogo lokacija također ima svoje mini-igre, kao lov na leptire u Macalaniji, i Valley of the Cactuars u Bikanel Desert.

## Sphere Grid
Pomoću Sphere Grida se u igri razvijaju likovi. Dobivanjem AP-a iz borbi i sakupljanjem raznih tipova sferi omogućuju likovima da se kreću gridom, povećavaju statistike i uče abilitye. Ekstra grid je uključen u International Verziji koja je imala za 45 manje nodova i neodređene putove za svakog lika.